# Rote Grube

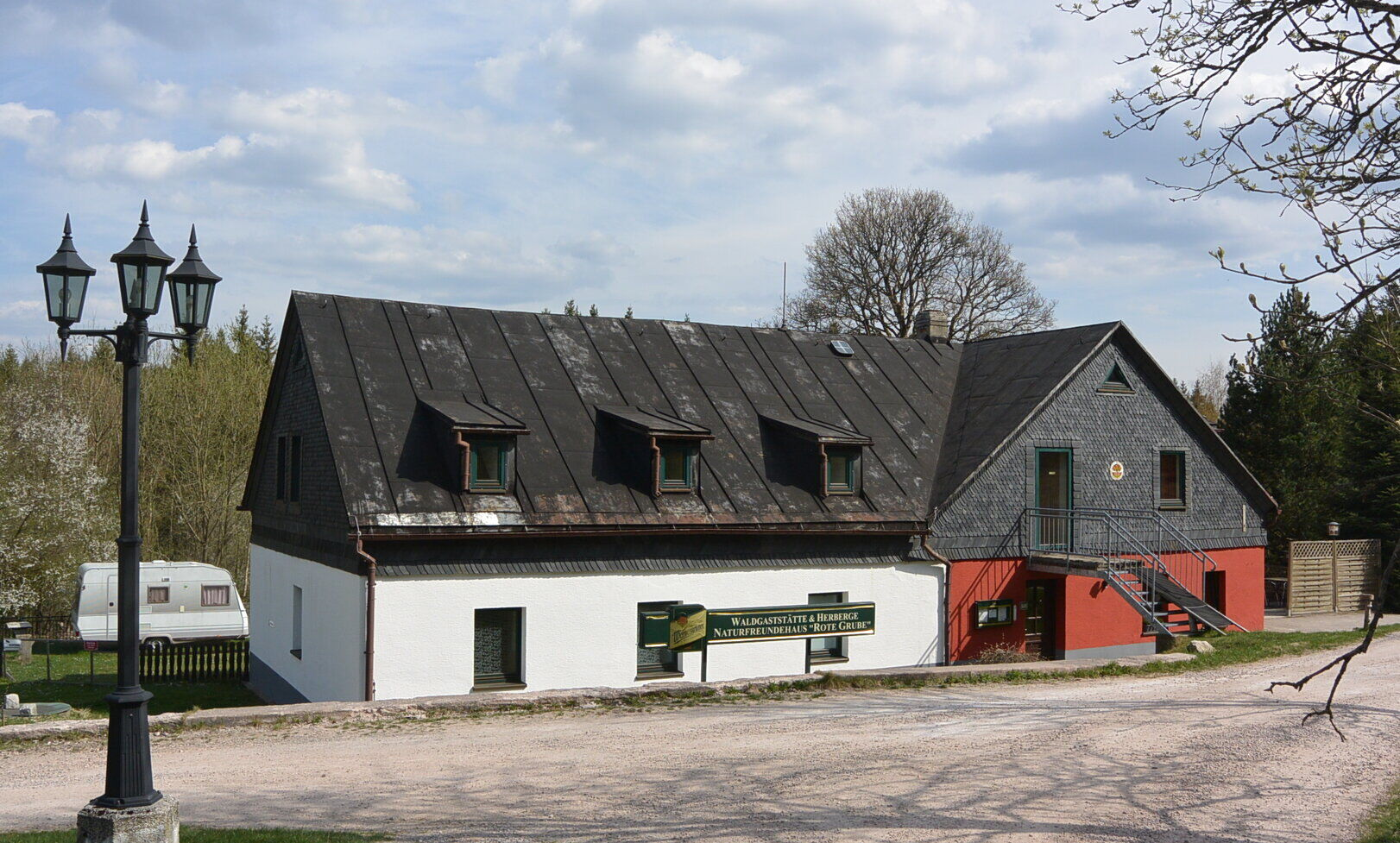
Rote Grube (2020)

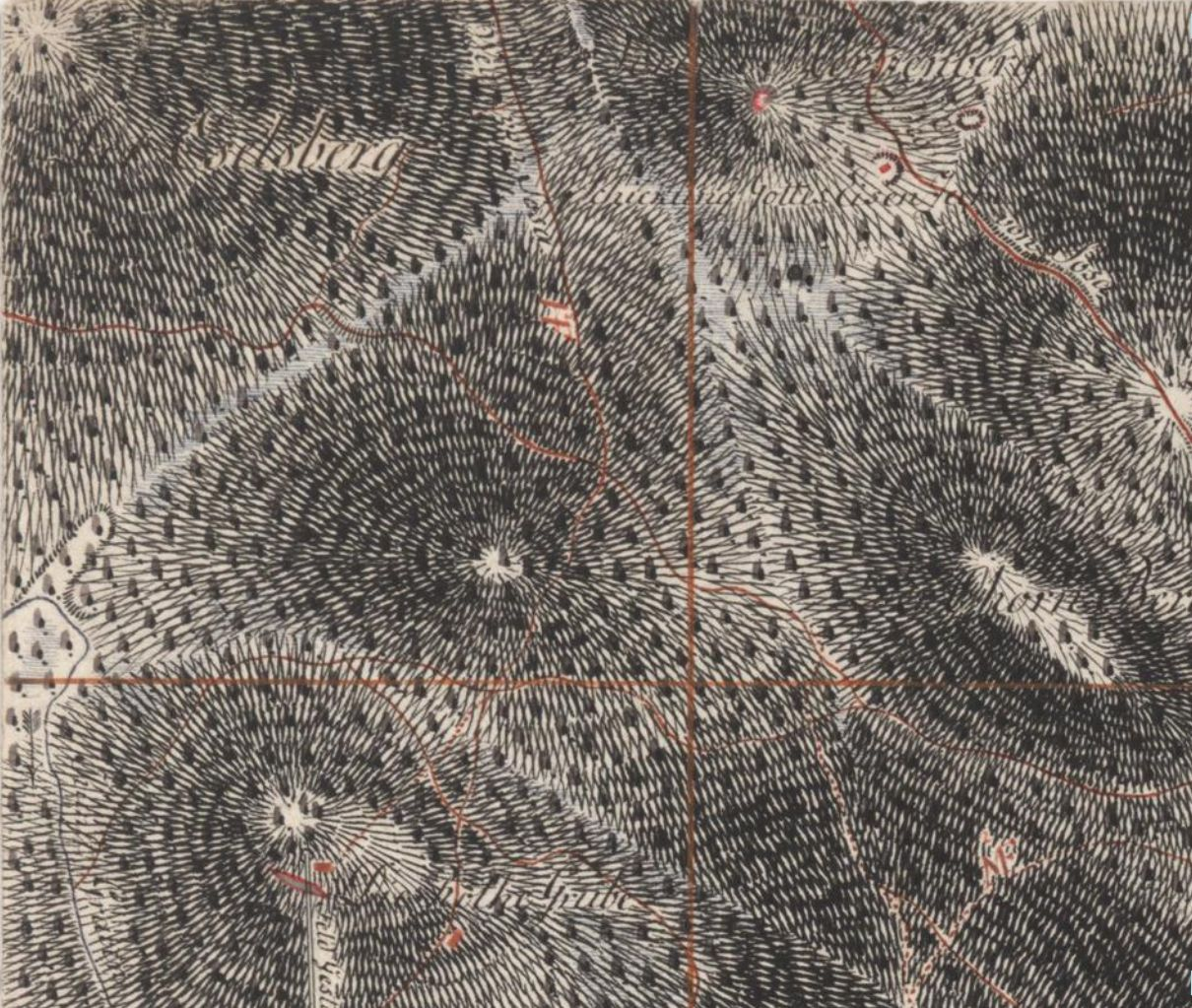
Die Rothe Grube in den Sächsischen Meilenblättern von 1791

Rote Grube ist eine zum Ortsteil Sosa der Stadt Eibenstock im Erzgebirgskreis gehörige Häusergruppe, die aus zwei Gebäuden des gleichnamigen stillgelegten Bergwerks hervorgegangen ist.

## Geografische Lage
Die Rote Grube liegt in einer Höhe von 801 Metern unweit südlich der Kreuzung des Eselberger Flügels mit dem von Sosa kommenden Rote-Grube-Weg auf einer Lichtung im Wald westlich von Erlabrunn im Erzgebirge.

## Geschichte
Der nach dem ehemaligen Bergwerk Rote Grube (zeitgenössisch auch Rothe Grube) benannte abgelegene Ortsteil besteht nur aus einem Gebäude, dessen Vorgänger ein bereits 1584 erwähntes früheres Zechenhaus und ein Bergmannshaus gewesen sind. Der Gebäudekomplex wurde im Jahr 1929 zu einem Naturfreundehaus umgebaut, das 1933 als Eigenheim des Reichsverbandes für Deutsche Jugendherbergen übernommen wurde und zum Landesverband Sachsen e. V. gehörte. Die Jugendherberge Rote Grube bot 65 bzw. 63 Betten und zwei Tagesräume. Es diente vor allem der Hitlerjugend als Schulungslager. Nach dem Zweiten Weltkrieg wurde die Jugendherberge weitergeführt. Sie erhielt den Namen „Hans Beimler“, der abgelegt wurde, als das Haus unmittelbar nach 1990 wieder den Naturfreunden zur Nutzung übergeben worden ist. Im Gebäude befindet sich auch eine öffentliche Gaststätte.
Die Rote Grube gehörte zu den bemerkenswerten Einöd-Bergwerken abseits größerer Bergstädte. Der Bergbau in der Roten Grube erreichte eine Tiefe (Teufe) von 100 Lachtern. Zwei Vertiefungen (Pingen), die bis zu 20 Meter tief sind, künden vom einst rege betriebenen Bergbau nach Zinn, Hämatit und Manganerz. Das im Jahr 1648 neu errichtete Zechenhaus der Grube wurde 1735 für drei Jahre vom Hammerwerk Blauenthal erworben, um verstärkt Rohstoffe für die Herstellung von Weißblechen zu erhalten. Damals arbeiteten hier 28 Bergleute. Der Bergbau erlosch um die Mitte des 19. Jahrhunderts.
1798 erfror die knapp 18-jährige Sophie Karoline Teubner bei einer Wanderung von Sosa zur Roten Grube, als sie kurz vor Weihnachten vom Weg abkam. Bergleute fanden ihre Leiche erst fünf Wochen nach ihrem Tod. An sie erinnert ein Gedenkstein, der um 100 Meter oberhalb am Rand des Wanderweges steht.

## Verkehr
Die Rote Grube ist von Sosa aus über die Riesenberger Häuser, von Erlabrunn aus über eine dem Milchbachtal folgende Straße und den Rote-Grube-Weg zu erreichen. Ein regionaler Wanderweg führt über die waldfreie Fläche der Roten Grube. Das knapp einen Kilometer westlich der Roten Grube gelegene Naturschutzgebiet Friedrichsheider Hochmoor ist über einen Forstweg zu erreichen.

## Naturschutz
Die Wiese im Bereich Rote Grube ist als Flächennaturdenkmal geschützt. Sie hat eine Fläche von gut drei Hektar und ist Teil des Natura 2000-Gebietes von europäischer Bedeutung Mittelgebirgslandschaft bei Johanngeorgenstadt.